# هوومتاون (ویرجینیای غربی)
هوومتاون(به انگلیسی: Hometown) شهری در ایالت ویرجینیای غربی کشور ایالات متحده آمریکا است که جمعیت آن در سرشماری سال ۲۰۱۰ میلادی، ۶۶۸ نفر بوده‌است.

## نگارخانه

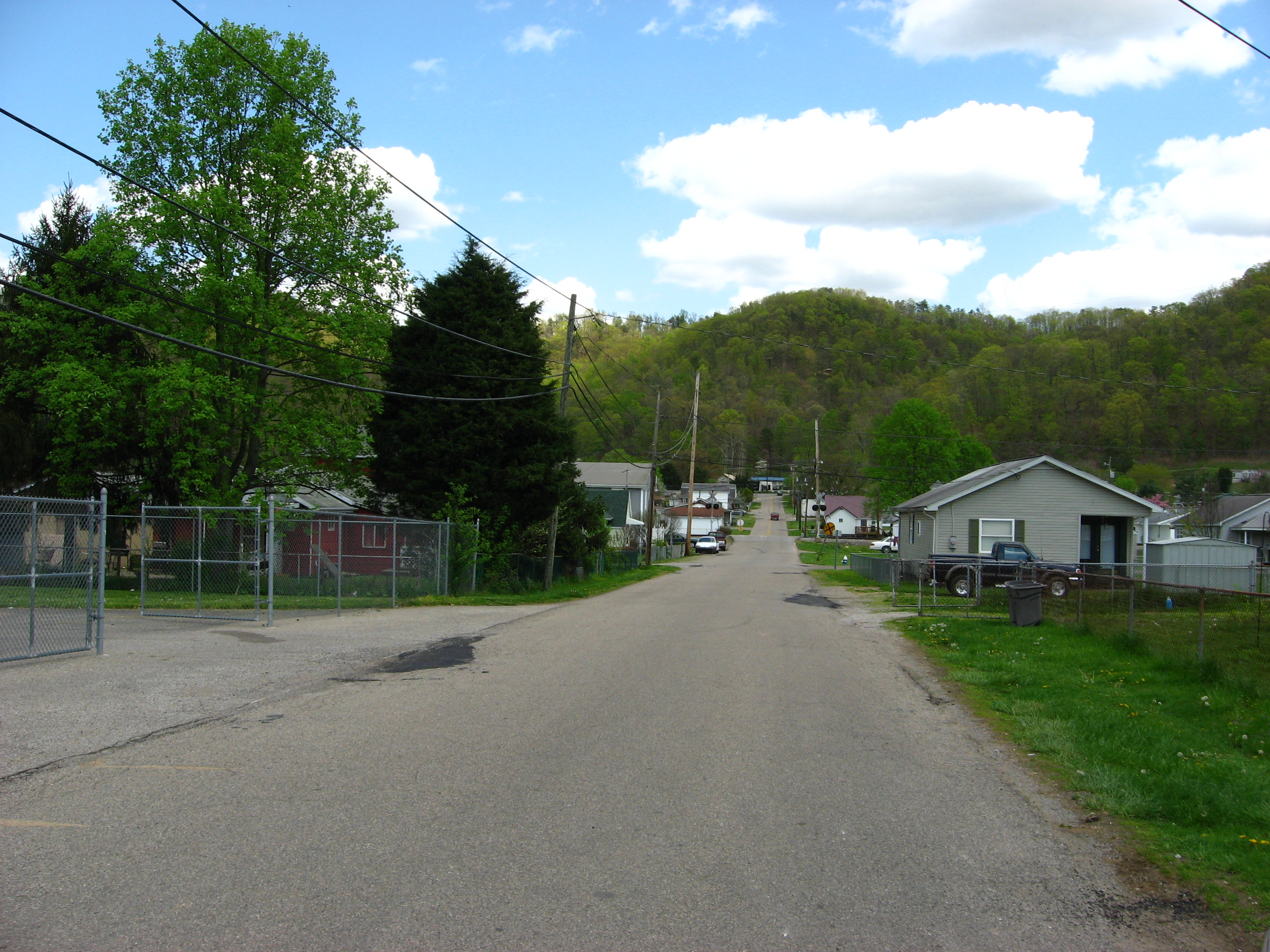
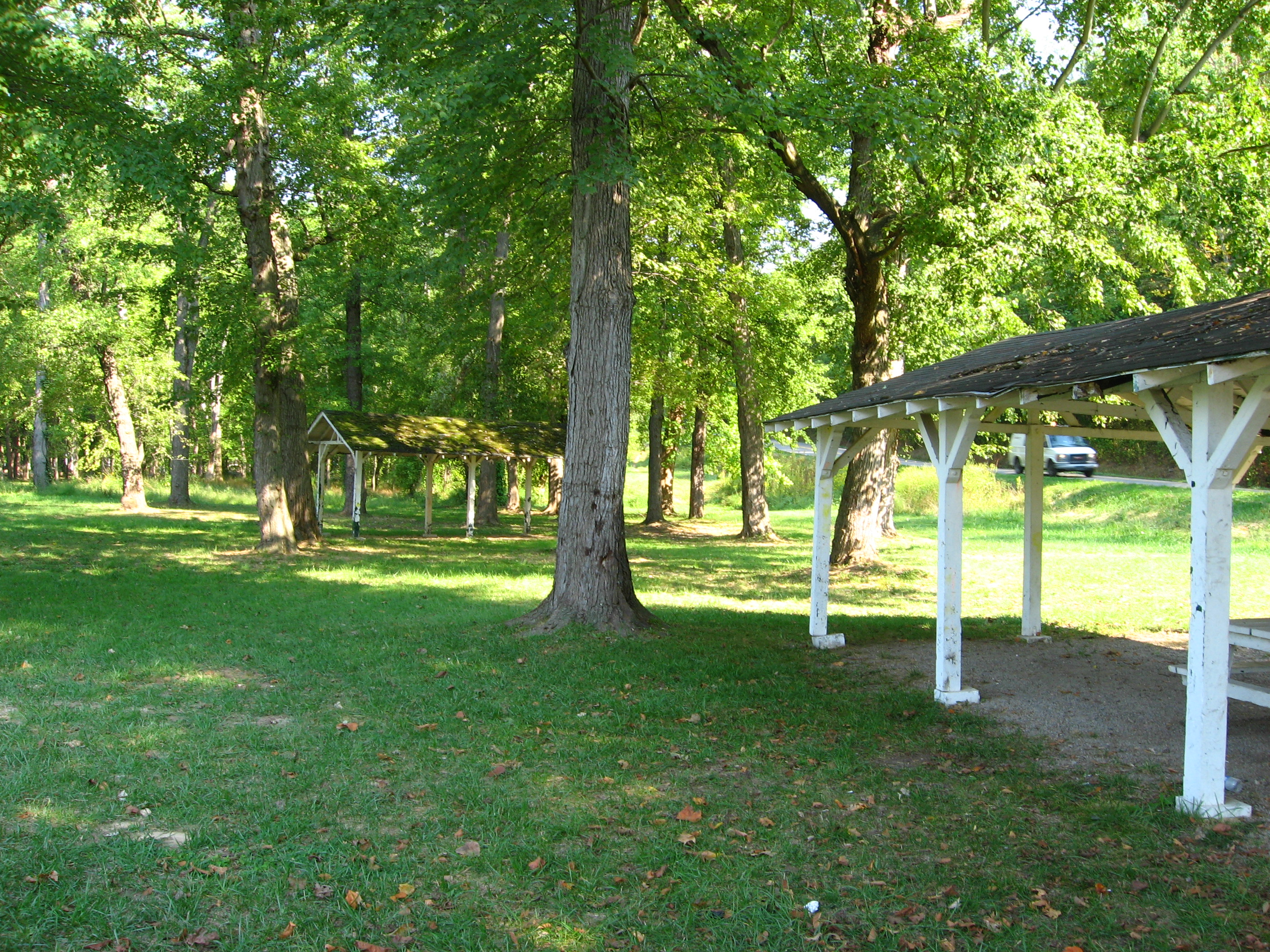